# Jadwiga Grześkowiak
Jadwiga Janina Grześkowiak z domu Krempa (ur. 11 czerwca 1922 we Lwowie, zm. 24 września 2005) – polska ekonomistka i działaczka społeczna, posłanka na Sejm PRL VI kadencji (1972–1976). 

## Życiorys
Córka Franciszka i Marii. Maturę uzyskała w szkole średniej w Grudziądzu, wykształcenie wyższe uzyskała w Wyższej Szkole Ekonomicznej we Wrocławiu. Od 1947 zatrudniona we wrocławskiej spółdzielczości. Od 1954 pracowała jako główna księgowa i główna ekonomistka w Zarządzie Spółdzielni Pracy Usług Pralniczych i Różnych. Od 1949 należała do Stronnictwa Demokratycznego. W 1969 zasiadła w prezydium Miejskiego Komitetu i Powiatowego Komitetu SD we Wrocławiu, sześć lat później w Wojewódzkim Komitecie SD. Sprawowała mandat posłanki na Sejm PRL VI kadencji (1972–1976). Była odznaczona Srebrnym Krzyżem Zasługi.